# Scaphopetalum parvifolium
Scaphopetalum parvifolium är en malvaväxtart som beskrevs av E. G. Baker. Scaphopetalum parvifolium ingår i släktet Scaphopetalum och familjen malvaväxter. Inga underarter finns listade i Catalogue of Life.